# 1998 YN6
1998 YN6 är en asteroid i huvudbältet som upptäcktes den 18 december 1998 av OCA–DLR Asteroid Survey (ODAS).
Asteroiden har en diameter på ungefär 19 kilometer.